# Andrzej Gmerek
Andrzej Gmerek (ur. 23 listopada 1900 w Łodzi koło Stęszewa, zm. 4 kwietnia 2004 w Stęszewie) – polski żołnierz, porucznik Wojska Polskiego, uczestnik wojny polsko-bolszewickiej.

## Życiorys
Urodził się w 23 listopada 1900 roku w podpoznańskiej wsi Łódź koło Stęszewa. W 1914 ukończył szkołę podstawową. Zaczął pracę w gospodarstwie w pobliskim Dębienku. Uczestniczył w zajęciach organizowanych przez Polskie Towarzystwo Gimnastyczne „Sokół”. Pod koniec I wojny światowej, mimo że był niepełnoletni, został powołany do armii niemieckiej (14 pułk artylerii polowej). Niedługo potem zachorował na dyfteryt. Po hospitalizacji jako niezdolny do służby został zwolniony do cywila. Wrócił do rodzinnej Łodzi. Od maja 1920 w Wojsku Polskim (15 Wielkopolski Pułk Artylerii Lekkiej w Bydgoszczy). Pułk wziął udział w walkach pod Grodnem, nad Berezyną oraz w Bitwie Warszawskiej (stacjonował w okolicach Jabłonny i wytrzymał wszystkie natarcia bolszewików). W trakcie bitwy, żołnierzy odwiedził Józef Piłsudski, który powiedział do nich: Jak z Wami zginę, to mnie pochowajcie wśród Was, żeby mnie było ciepło!. Okryty chwałą 15 pułk został odesłany na odpoczynek do Mińska Mazowieckiego, a następnie do Bydgoszczy. 22 listopada 1922 powrócił do rodzinnej Łodzi. Wrócił do cywila. W latach 1924–1945 pracował w Zakładach Roszarniczych „Płótno” w Stęszewie (produkcja tkanin na potrzeby wojska). Po zajęciu Stęszewa przez Armię Czerwoną skutecznie ukrywał udział w wojnie polsko-bolszewickiej (odjął sobie kilka lat). W 1965 przeszedł na emeryturę.
Z okazji setnych urodzin obchodzonych uroczyście 23 listopada 2000 otrzymał Honorową Szablę Oficerską od ówczesnego Prezydenta RP Aleksandra Kwaśniewskiego.
W 2002 z okazji 102 urodzin otrzymał list gratulacyjny od ówczesnego marszałka Województwa Wielkopolskiego Stefana Mikołajczaka.
Do chwili śmierci 4 kwietnia 2004 roku był najstarszym mieszkańcem Stęszewa.

## Awanse i odznaczenia
- 1990 - Krzyż za udział w Wojnie 1918-1921 (razem z awansem na stopień podporucznika)
- 1997 - Srebrny Krzyż Zasługi
- 2000 - awans na porucznika i Honorowa Szabla Oficerska

## Życie prywatne
W 1926 ożenił się (żona zmarła w 1981). Doczekał się sześciorga wnucząt, 11 prawnucząt i jednego praprawnuka.